# Ida Vitale
Ida Vitale (ur. 2 listopada 1923 w Montevideo) – urugwajska poetka, eseistka, krytyczka literacka i tłumaczka, laureatka Nagrody Cervantesa.

## Życiorys
Urodziła się 2 listopada 1923 roku w Montevideo. Wraz z takimi pisarzami jak Mario Benedetti i Juan Carlos Onetti należała do generacji 1945 roku. Tworzyła poezję esencjalistyczną, zadebiutowała w 1949 roku tomikiem La luz de esta memoria. Wykładała literaturę, zajmowała się także przekładem i krytyką literacką. W 1973 roku, ze względów politycznych, musiała wyemigrować do Meksyku. Tam, wraz z Octavio Pazem, należała do rady doradczej magazynu „Vuelta”, zaś w 1982 roku współzałożyła periodyk „UnoMásUno”. Po powrocie do Urugwaju prowadziła rubrykę kulturalną w tygodniku „Jaque”, po czym, w 1989 roku, przeniosła się na dłuższy czas do Stanów Zjednoczonych. W 2016 roku powróciła do Montevideo.
Laureatka licznych nagród, w tym Premio Internacional Octavio Paz (2009), Premio Internacional Alfonso Reyes (2014) i Premio Internacional de Poesía Ciudad de Granada Federico García Lorca (2016). W 2018 roku, jako piąta kobieta w historii nagrody, została wyróżniona Nagrodą Cervantesa.

## Wybrana twórczość

### poezja
- La luz de esta memoria, 1949
- Palabra dada, 1953
- Cada uno en su noche, 1960
- Paso a paso, 1963
- Oidor andante, 1972
- Jardín de sílice, 1980
- Fieles (1976–1982) – antologia
- Elegías en otoño, 1982
- Entresaca, 1984
- Parvo reino, 1984
- Sueños de la constancia, 1988
- Serie del sinsonte, 1992
- Procura de lo imposible, 1998
- Reducción del infinito, 2002
- Plantas y animales, 2003
- El Abc de Byobu, 2005[2]
- Poesia Reunida, 2017[3]

### eseje
- Arte simple (1937)
- El ejemplo de Antonio Machado, 1940
- Cervantes en nuestro tiempo, 1947
- La poesía de Basso Maglio, 1959
- M. Bandeira, C. Meirles y C. Drummond de Andrade: Tres edades en la poesía brasileña actual, 1963
- La poesía de Jorge de Lima, 1963
- La poesía de Cecilia Meireles, 1965[2]